# Семёнов, Сергей Борисович
Серге́й Бори́сович Семёнов (14 июня 1954 — 15 января 2018) ― советский и российский историк, специалист по новой и новейшей истории Европы и Северной Америки. Доктор исторических наук, профессор.

## Биография
Родился 14 июня 1954 года в городе Куйбышев. Проживал в старинном доме на улице Алексея Толстого. В 1977 году завершил обучение на историческом факультете Ленинградского государственного университета. В 1981 году защитил кандидатскую диссертацию на тему «Внутриполитическая борьба в Англии и зарождение английского радикализма (60 ― начало 70-х гг. XVIII века)». Сначала занимался историей Войны за независимость США под руководством Б. Д. Козенко, который и был его первым научным руководителем, но затем, по совету К. Б. Виноградова, решил посвятить себя изучению истории Англии того же периода. 
В 1982 году вернулся в Куйбышев и поступил на работу в Педагогический институт. 
В 1997 году защитил докторскую диссертацию на тему «Ранний английский радикализм: политическая практика и идейная доктрина (1763-1785 гг.)» и был удостоен учёной степени доктора исторических наук. 
В том же году стал руководителем аспирантуры на кафедре Всеобщей истории ПГСГА (занимал должность заведующего кафедрой с 1985 года). Под его руководством защитили диссертации И. В. Казаков (1999), А. А. Бельцер (2001), Е. Ю. Томсетт (2003), Е. Ю. Аксенова (2003), Д. О. Гордиенко (2005), Е. А. Куцева (2006), Д. В. Кутявин (2007), С. О. Буранок (2008), С. Г. Малкин (2008) и другие.
В различное время являлся членом Диссертационных советов Самарского государственного университета, Самарского государственного педагогического университета и Самарского филиала Московского городского педагогического университета. В Самарском филиале МГПУ занимал должность первого проректора. Стоял у истоков основания филиала вместе с Г. Е. Козловской, первым его директором.
С 2000 года занимал пост председателя областной комиссии по приёму ЕГЭ по истории.
В 1999 году был награждён нагрудным знаком «Почётный работник высшего профессионального образования Российской Федерации».
Являлся одним из руководителей Самарской ассоциации историков, членом редколлегии «Самарского исторического ежегодника», международного Общества по изучению истории XVIII века и российского Общества интеллектуальной истории. Также был членом рабочей группы российско-американского проекта «Гражданин» и соавтором учебного пособия для вузов «Основы гражданского образования».
Скончался 15 января 2018 года от осложнённой меланомы.

## Научные труды

### Монографии
- Семёнов С. Б. Политические взгляды английских радикалов XVIII века. — Самара, 1995.
- Семёнов С. Б. Консульство и империя Наполеона Бонапарта / С. Б. Семёнов; Самар. гос. пед. ун-т. — Самара : Изд-во СамГПУ, 1997. — 20 с. ISBN 5-8428-0102-7
- Семёнов С. Б. Радикальное движение и борьба за парламентскую реформу в Англии во второй половине XVIII века. — Самара: Изд-во СамГПУ, 2008. — 360 с.

### Статьи
- Семёнов С. Б. Между монархией и республикой: радикальный выбор XVIII века // Монархия и народовластие в культуре Просвещения. — М., 1995.
- Семёнов С. Б. Радикальная программа парламентской реформы в XVIII веке // Из истории европейского парламентаризма. Великобритания. — М., 1995.
- Семёнов С. Б. Радикальный взгляд в прошлое: К. Маколей и ее «История Англии» // История и историография зарубежного мира в лицах. — Самара, 1996.